# So n'Hereu
So n'Hereu és una possessió del terme de Llucmajor, Mallorca. So n'Hereu en el segle xv s'anomenava Benítica i en el XVI Son Garí. Era alou de les monges de Santa Margalida, de Palma, i fou possessió matriu de Son Vilardell, Son Monget i Son Monjo. El 1578, pertanyia a Antoni Oliver, s'Hereu, de qui prengué el malnom. De la família Oliver passà als Llopis i d'aquests als Melià. Abans de fraccionar-se tenia 312 quarterades. Les seves rotes el 1702 pertanyien a Jaume Ferretjans. L'oratori obtengué el 1775 indult apostòlic i pertanyia a les germanes Francesca i Antònia Llopis. Les rotes, que el 1777 pertanyien a Agustí Garcies, tenien 85 quarterades. Té unes cases en molt bon estat de conservació. Hi ha tres coves artificials prehistòriques d'enterrament, que tenen fossa central, cubicles laterals i corredor escalonat.